# 泰亮民族发展党
泰亮民族发展党（縮寫 TNDP或TLNDP），又译傣亮民族发展党、傣楞民族发展党，又称红掸民族发展党（英語：Shanni Nationalities Development Party，縮寫SNDP），是缅甸的一个小政党。红掸民族发展党主张从克钦邦和实皆省划分出一个红掸邦来。